# Konstantin Somow
Konstantin Andriejewicz Somow (ros. Константин Андреевич Сомов, ur. 18 listopada?/30 listopada 1869 w Petersburgu,  zm. 6 maja 1939 w Paryżu)  — rosyjski malarz i grafik, ilustrator książek, członek stowarzyszenia artystycznego Świat Sztuki i założyciel czasopisma wydawanego pod tym samym tytułem.
Urodził się w rodzinie muzealnika, Andrieja Somowa. W latach 1888–97 studiował w Petersburskiej Akademii Sztuk Pięknych, później wyjechał kształcić się do Paryża w Akademii Colarossiego. W 1899 powrócił do Petersburga. Wcześnie nawiązał kontakty z najważniejszymi przedstawicielami rosyjskiego malarstwa, co doprowadziło do powstania grupy Świat Sztuki.
W 1913 Somow stał się członkiem rzeczywistym Akademii, a w 1918 został profesorem państwowych uczelni artystycznych w Piotrogrodzie. W 1923 wyjechał z Rosji. Od 1925 mieszkał we Francji. Zmarł w Paryżu w 1939. Znany jest przede wszystkim jako autor świetnych portretów (m.in. Kuzmina, Błoka, Rachmaninowa). W grafice po mistrzowsku naśladował style dawnych epok.